# Перепись населения Японии

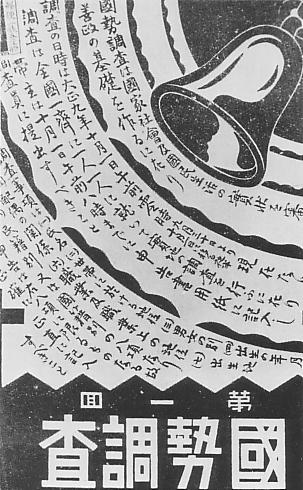
Плакат кампании 1-й переписи населения Японии 1920 года.

Перепись населения Японии (яп. 国勢調査, こくせいちょうさ, [koku̥seː ɕoːsa]) — общенациональный крупномасштабный процесс сбора, анализа и оценки данных о населении Японии. Правила проведения переписи определяет действующий Закон Японии о статистике № 53 от 23 мая 2007 года. Проводится раз в 5 лет Службой статистики Японии при Министерстве по общим делам Кабинета Министров Японии. При необходимости может проводиться по приказу министра общих дел в случае чрезвычайной ситуации в стране. В течение переписи проверяется численность и структура населения, семейное положение, занятость и т. д.. В течение 1920—2020 гг. в Японии была проведена 21 перепись населения. Результаты переписей публикуются Службой статистики в правительственных ежегодниках и Интернете.

## Типы
Большая перепись (大规模 调查)
- до 1945 года предусматривала подсчет основных демографических данных (половой, возрастной, семейной структуры населения, и др.) и экономических данных (занятость, объемы промышленного производства); после 1945 года — подсчет и анализ демографических, экономических показателей, а также движения населения, урбанизации, уровня образования.

Упрощенная перепись (简易 调查)
- до 1945 года предусматривала лишь подсчет основных демографических данных (половой, возрастной, семейной структуры населения и т. д.). После 1945 года — подсчет и анализ демографических, экономических, урбанизационных показателей.

## Данные переписей
По данным переписей населения Японии 1920—2005 годов
1. Площадь районов островов Минами-Тори из группы Огасавара и Торис из группы Рюкю не указана в таблице в промежутке между 1920 и 1940 годами.
2. Подсчет населения в течение 1920—1945 лет включает только население Японского архипелага. Население японских колоний не учитывается.
3. Подсчет населения в течение 1945—2005 лет включает только население территорий, подлежавших переписи.
4. Данные о населении Окинавы на 1947 отсутствуют из-за оккупации США и невозможности проведения переписи.
5. Данные о росте населения Японии между 1940 и 1950 годами представлены без учёта населения Окинавы.

| Тип                 | Дата переписи  | Население | Рост             | Площадь   | Плотность |
| ------------------- | -------------- | --------- | ---------------- | --------- | --------- |
| Большая перепись    | 1 октября 1920 | 55963053  | -                | 381808.04 | 147       |
| Упрощенная перепись | 1 октября 1925 | 59736822  | 3773769 (6,7 %)  | 381810.06 | 156       |
| Большая перепись    | 1 октября 1930 | 64450005  | 4713183 (7,9 %)  | 382264.91 | 169       |
| Упрощенная перепись | 1 октября 1935 | 69254148  | 4804143 (7,5 %)  | 382545.42 | 181       |
| Большая перепись    | 1 октября 1940 | 73114308  | 3860160 (5,6 %)  | 382545.42 | 191       |
| Упрощенная перепись | 1 октября 1945 | 71998104  | -541625 (-0,7 %) | 377298.15 | 195       |
| Временная перепись  | 1 октября 1947 | 78101473  | 6103369 (8,5 %)  | 377298.15 | 212       |
| Большая перепись    | 1 октября 1950 | 84114574  | 5098164 (6,5 %)  | 377099.08 | 226       |
| Упрощенная перепись | 1 октября 1955 | 90076594  | 5962020 (7,1 %)  | 377151.09 | 242       |
| Большая перепись    | 1 октября 1960 | 94301623  | 4225029 (4,7 %)  | 377151.09 | 253       |
| Упрощенная перепись | 1 октября 1965 | 99209137  | 4907514 (5,2 %)  | 377267.18 | 267       |
| Большая перепись    | 1 октября 1970 | 104665171 | 5456034 (5,5 %)  | 377308.69 | 281       |
| Упрощенная перепись | 1 октября 1975 | 111939643 | 7274472 (7,0 %)  | 377534.99 | 300       |
| Большая перепись    | 1 октября 1980 | 117060396 | 5120753 (4,6 %)  | 377708.09 | 310       |
| Упрощенная перепись | 1 октября 1985 | 121048923 | 3988527 (3,4 %)  | 377801.14 | 320       |
| Большая перепись    | 1 октября 1990 | 123611167 | 2562244 (2,1 %)  | 377737.11 | 327       |
| Упрощенная перепись | 1 октября 1995 | 125570246 | 1959079 (1,6 %)  | 377829.41 | 332       |
| Большая перепись    | 1 октября 2000 | 126925843 | 1355597 (1,1 %)  | 377873.06 | 336       |
| Упрощенная перепись | 1 октября 2005 | 127767994 | 842151 (0,7 %)   | 377914.78 | 338       |
| Большая перепись    | 1 октября 2010 | 128057352 | 289358 (0,2 %)   | 377950.10 | 339       |
| Упрощенная перепись | 1 октября 2015 | 127094745 | -962607 (-0,8 %) | 377970.75 | 336       |
| Большая перепись    | 1 октября 2020 | 126226568 | -868177 (-0,7 %) | 377970.75 | 334       |